# Temelucha variventris
Temelucha variventris är en stekelart som först beskrevs av Cameron 1911.  Temelucha variventris ingår i släktet Temelucha och familjen brokparasitsteklar. Inga underarter finns listade i Catalogue of Life.